# Eurostar
Eurostar é uma operadora de trens de alta-velocidade que liga Londres com Paris (Gare du Nord), Lille, Bruxelas (Gare du Midi) e Amesterdã (Amsterdam Centraal). O trem atravessa o canal da Mancha passando pelo Eurotúnel. Na Inglaterra existe uma linha com os mesmos padrões, no qual foi concebida por meio de um projeto de duas fases conhecido como Channel Tunnel Rail Link (CTRL), sua operação teve inicio na estação londrina de St. Pancras em 2007.
O Eurostar entrou ao serviço em Novembro de 1994, tendo desde então estabelecido uma fatia dominante no mercado de rotas que serve — 68% nas rotas Paris-Londres e 63% na Londres-Bruxelas em Novembro de 2004. A companhia afirma que esses passageiros representam o equivalente a 393.000 voos de curta distância produtores de Dióxido de Carbono.
O tempo de viagem atualmente entre Londres e Paris é de aproximadamente 2 horas e 15 minutos, e de Londres a Bruxelas o total estimado é de 2 horas. A finalização do CTRL também implicou no aumento do número de comboios Eurostar que servem Londres. Após a conclusão da fase 2, foi possível alternar até 8 comboios por hora em cada sentido entre Londres e a Europa continental, o horário não foi afetado pelas restrições de hora de ponta, graças à separação das linhas do CTRL com o resto da rede britânica de caminho-de-ferro, muito mais lenta.

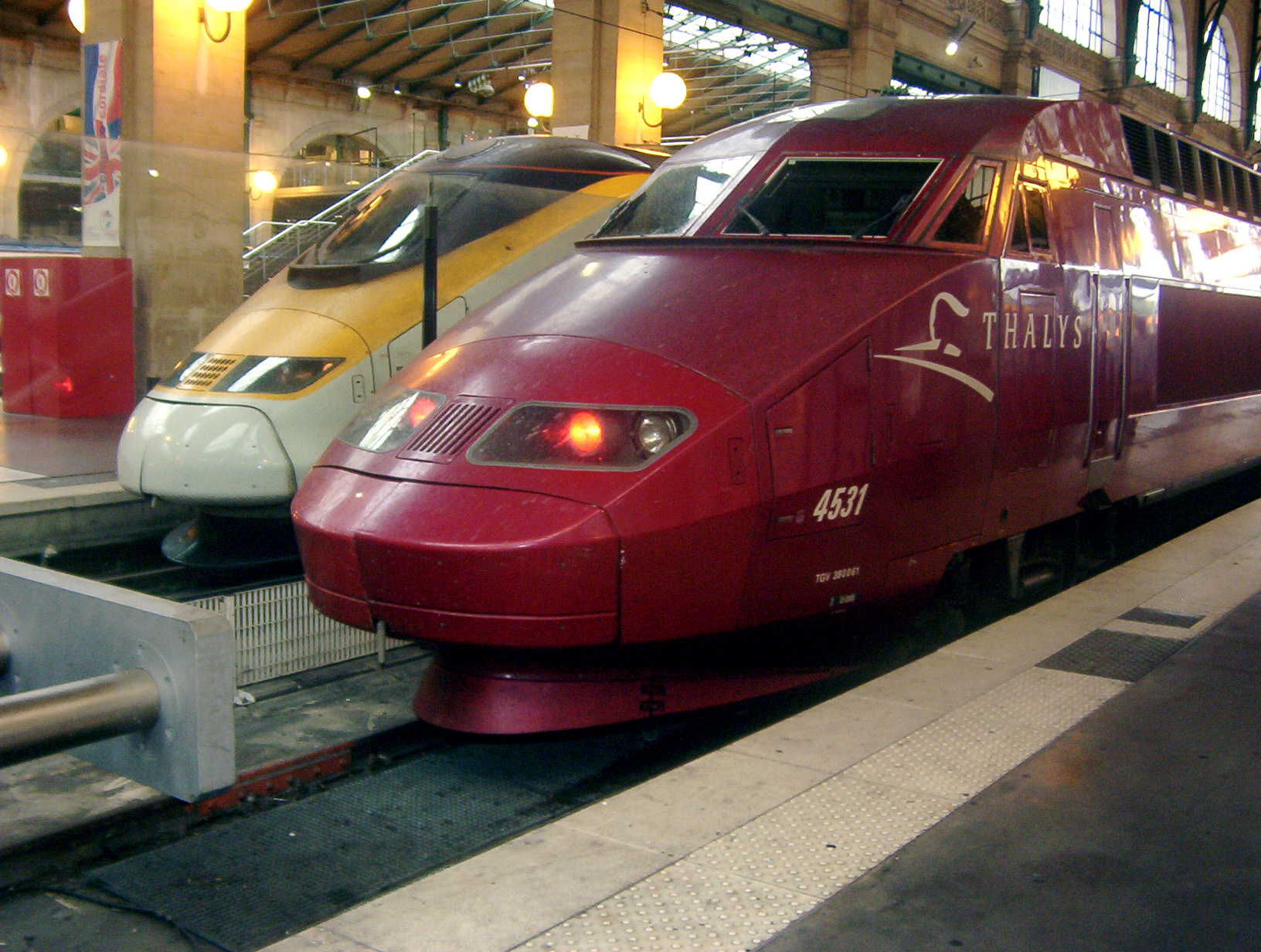
Eurostar e Thalys lado a lado na Gare du Nord, Paris.

Alguns serviços Eurostar operam em Ashford International e também em Calais-Fréthun e Lille no norte de França para além das três cidades terminais da linha. Os trens Eurostar servem a Euro-Disney de Paris, Avinhão no Verão, e — na época do ski — em Bourg-Saint-Maurice, Aime-la-Plagne and Moutiers nos Alpes franceses.
Em 2007 todos os trens Eurostar passaram a circular na linha CTRL para a nova estação terminal de St. Pancras. A empresa tentou manter alguns serviços do terminal de Waterloo existente, mas não foi aceito devido aos elevados custos que implicaria. Alguns comboios servem adicionalmente as estações em Ebbsfleet próximo de Dartford no noroeste de Kent e a estação internacional de Stratford no Leste de Londres.
A Eurotunnel, empresa concessionária do Eurotúnel é uma entidade completamente separada da Eurostar.

## Frota

### Eurostar e300
O Eurostar e300, também conhecido como Trans Manche Super Train é um trem de alta velocidade construído pela Alstom, baseado no TGV para utilização nos serviços de alta velocidade entre a França e o Reino Unido através do Eurotúnel. Registrado no Reino Unido como Classe 373, ele possui 2 carros motores com 18 carruagens, 400 metros de comprimento, com velocidade máxima de 300 km/h,  sistemas de segurança AWS, TPWS, KVB, TVM e TBL, e a capacidade de utilizar eletrificação em quatro voltagens, 25 kV, 3 kV ou 1,5 kV, sob catenária, ou 750 V, com terceiro trilho.
Em outubro de 2010, a Eurostar anunciou a reforma da frota, incluindo adição de Wi-Fi, entretenimento a bordo e informação em tempo real da viagem e do destino pelo valor de 200 milhões de libras.
Em outubro de 2015 o carro motor 3308 foi doado para exibição no  National Railway Museum, em Iorque, substituindo um modelo de escala real que estava em exibição desde 1993.
Em agosto de 2017 dois carros motores reformados pela Alstom foram doados para os campuses de Doncaster e Birmingham do National College for High Speed Rail (colégio nacional para Alta velocidade Ferroviária), para uso como salas de aula de realidade virtual.

### Eurostar e320

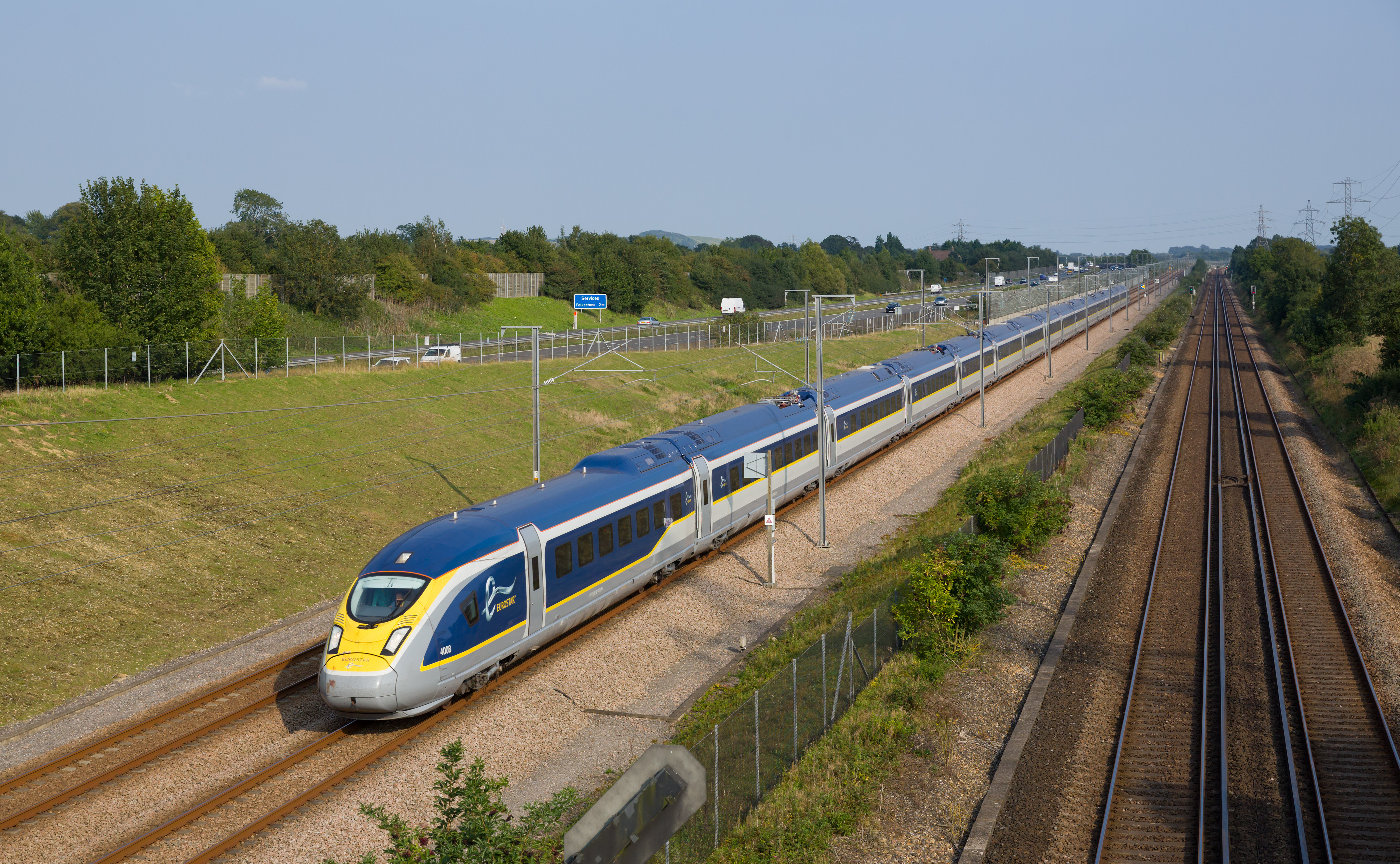
Eurostar e320 na High Speed 1

Em dezembro de 2010, a Eurostar fez um investimento de 700 milhões de libras para modernização da frota, com a compra de 10 novos trens, denominados e320 para operar nos serviços Londres-Paris-Bruxelas, além da reforma dos 28 trens existentes.
A Siemens foi contratada como empreiteira geral do projeto enquanto a Pininfarina foi contratada para desenhar os interiores, pintura e a reforma dos trens existentes. Em 2015, foi concretizada a compra de mais 7 trens, totalizando 17 novos trens, e um investimento total de 1 bilhão de libras.
O Eurostar e320 faz parte da quarta geração da plataforma Velaro, possui velocidade máxima de 320 km/h, 400 metros de comprimento, 16 carros e assentos para 900 passageiros.

## Organização
Os serviços do Eurostar têm uma gestão unificada, do Eurostar International Limited (EIL) (SNCF (55%), Caisse de dépôt et placement du Québec (CDPQ) (30%), Hermes Infrastructure (10%) e SNCB (5%)).